# Neocopepoda
Neocopepoda, infrarazred rakova veslonožaca (kopepodnih račića) kojemu pripadaju dva nadreda, a) Gymnoplea s redom Calanoida i b) Podoplea kojemu pripada osam redova. Oba ova nadreda opisao je Giesbrecht, 1882 godine. 
Neocoepodi su rašireni po morskim, slatkim i bočatim vodama.

## Klasifikacija
- Infraclassis Neocopepoda Huys & Boxshall, 1991
  - Superordo Gymnoplea Giesbrecht, 1882
    - Ordo Calanoida Sars G. O., 1903
      - Familia Acartiidae Sars G.O., 1903
      - Familia Aetideidae Giesbrecht, 1892
      - Familia Arctokonstantinidae Markhaseva & Kosobokova, 2001
      - Familia Arietellidae Sars G.O., 1902
      - Familia Augaptilidae Sars G.O., 1905
      - Familia Bathypontiidae Brodsky, 1950
      - Familia Calanidae Dana, 1849
      - Familia Candaciidae Giesbrecht, 1893
      - Familia Centropagidae Giesbrecht, 1893
      - Familia Clausocalanidae Giesbrecht, 1893
      - Familia Diaixidae Sars G.O., 1902
      - Familia Diaptomidae Baird, 1850
      - Familia Discoidae Gordejeva, 1975
      - Familia Epacteriscidae Fosshagen, 1973
      - Familia Eucalanidae Giesbrecht, 1893
      - Familia Euchaetidae Giesbrecht, 1893
      - Familia Fosshageniidae Suárez-Morales & Iliffe, 1996
      - Familia Heterorhabdidae Sars G.O., 1902
      - Familia Hyperbionycidae Ohtsuka, Roe & Boxshall, 1993
      - Familia Kyphocalanidae Markhaseva & Schulz, 2009
      - Familia Lucicutiidae Sars G.O., 1902
      - Familia Megacalanidae Sewell, 1947
      - Familia Mesaiokeratidae Matthews, 1961
      - Familia Metridinidae Sars G.O., 1902
      - Familia Nullosetigeridae Soh, Ohtsuka, Imabayashi & Suh, 1999
      - Familia Paracalanidae Giesbrecht, 1893
      - Familia Parapontellidae Giesbrecht, 1893
      - Familia Parkiidae Ferrari & Markaseva, 1996
      - Familia Phaennidae Sars G.O., 1902
      - Familia Pontellidae Dana, 1852
      - Familia Pseudocyclopidae Giesbrecht, 1893
      - Familia Pseudocyclopiidae Sars G.O., 1902
      - Familia Pseudodiaptomidae Sars G.O., 1902
      - Familia Rhincalanidae Geletin, 1976
      - Familia Rostrocalanidae Markhaseva, Schulz & Martínez Arbizu, 2009
      - Familia Ryocalanidae Andronov, 1974
      - Familia Scolecitrichidae Giesbrecht, 1893
      - Familia Spinocalanidae Vervoort, 1951
      - Familia Stephidae Sars G.O., 1902
      - Familia Subeucalanidae Giesbrecht, 1893
      - Familia Sulcanidae Nicholls, 1945
      - Familia Temoridae Giesbrecht, 1893
      - Familia Tharybidae Sars G.O., 1902
      - Familia Tortanidae Sars G.O., 1902

  - Superordo Podoplea Giesbrecht, 1882
    - Ordo Canuelloida Khodami, Vaun MacArthur, Blanco-Bercial & Martinez Arbizu, 2017
      - Familia Canuellidae Lang, 1944
      - Familia Longipediidae Boeck, 1865

    - Ordo Cyclopoida Burmeister, 1834
      - Familia Archinotodelphyidae Lang, 1949
      - Familia Ascidicolidae Thorell, 1859
      - Familia Botryllophilidae Sars G.O., 1921
      - Familia Buproridae Thorell, 1859
      - Familia Chitonophilidae Avdeev & Sirenko, 1991
      - Familia Chordeumiidae Boxshall, 1988
      - Familia Cucumaricolidae Bouligand & Delamare-Deboutteville, 1959
      - Familia Cyclopettidae Martínez Arbizu, 2000
      - Familia Cyclopicinidae Khodami, Vaun MacArthur, Blanco-Bercial & Martinez Arbizu, 2017
      - Familia Cyclopidae Rafinesque, 1815
      - Familia Cyclopinidae Sars G.O., 1913
      - Familia Cyclopoida incertae sedis
      - Familia Enterognathidae Illg & Dudley, 1980
      - Familia Enteropsidae Thorell, 1859
      - Familia Fratiidae Ho, Conradi & López-González, 1998
      - Familia Giselinidae Martínez Arbizu, 2000
      - Familia Hemicyclopinidae Martínez Arbizu, 2001
      - Familia Lernaeidae Cobbold, 1879
      - Familia Mantridae Leigh-Sharpe, 1934
      - Familia Micrallectidae Huys, 2001
      - Familia Notodelphyidae Dana, 1853
      - Familia Oithonidae Dana, 1853
      - Familia Ozmanidae Ho & Thatcher, 1989
      - Familia Psammocyclopinidae Martínez Arbizu, 2001
      - Familia Pterinopsyllidae Sars G.O., 1913
      - Familia Schminkepinellidae Martínez Arbizu, 2006
      - Familia Smirnovipinidae Khodami, Vaun MacArthur, Blanco-Bercial & Martinez Arbizu, 2017
      - Familia Speleoithonidae Rocha & Iliffe, 1991
      - Familia Thaumatopsyllidae Sars G.O., 1913

    - Ordo Gelyelloida Huys, 1988
      - Familia Gelyellidae Huys, 1988

    - Ordo Harpacticoida Sars M., 1903
      - Familia Adenopleurellidae Huys, 1990
      - Familia Aegisthidae Giesbrecht, 1893
      - Familia Ameiridae Boeck, 1865
      - Familia Ancorabolidae Sars G.O., 1909
      - Familia Arenopontiidae Martínez Arbizu & Moura, 1994
      - Familia Argestidae Por, 1986
      - Familia Balaenophilidae Sars G.O., 1910
      - Familia Canthocamptidae Brady, 1880
      - Familia Chappuisiidae Chappuis, 1940
      - Familia Cletodidae Scott T., 1904
      - Familia Cletopsyllidae Huys & Willems, 1989
      - Familia Cristacoxidae Huys, 1990
      - Familia Cylindropsyllidae Sars G.O., 1909
      - Familia Dactylopusiidae Lang, 1936
      - Familia Darcythompsoniidae Lang, 1936
      - Familia Ectinosomatidae Sars G.O., 1903
      - Familia Hamondiidae Huys, 1990
      - Familia Harpacticidae Dana, 1846
      - Familia Heteropsyllidae Kornev & Chertoprud, 2008
      - Familia Idyanthidae Lang, 1948
      - Familia Laophontidae Scott T., 1904
      - Familia Laophontopsidae Huys & Willems, 1989
      - Familia Latiremidae Bozic, 1969
      - Familia Leptastacidae Lang, 1948
      - Familia Leptopontiidae Lang, 1948
      - Familia Louriniidae Monard, 1927
      - Familia Metidae Boeck, 1873
      - Familia Miraciidae Dana, 1846
      - Familia Nannopodidae Brady, 1880
      - Familia Neobradyidae Olofsson, 1917
      - Familia Normanellidae Lang, 1944
      - Familia Novocriniidae Huys & Iliffe, 1998
      - Familia Orthopsyllidae Huys, 1990
      - Familia Parameiropsidae Corgosinho & Martínez Arbizu, 2010
      - Familia Paramesochridae Lang, 1944
      - Familia Parastenheliidae Lang, 1936
      - Familia Parastenocarididae Chappuis, 1940
      - Familia Peltidiidae Claus, 1860
      - Familia Phyllognathopodidae Gurney, 1932
      - Familia Pontostratiotidae Scott, A., 1909
      - Familia Porcellidiidae Boeck, 1865
      - Familia Protolatiremidae Bozic, 1969
      - Familia Pseudotachidiidae Lang, 1936
      - Familia Rhizotrichidae Por, 1986
      - Familia Rometidae Seifried & Schminke, 2003
      - Familia Rotundiclipeidae Huys, 1988
      - Familia Superornatiremidae Huys, 1996
      - Familia Tachidiidae Sars G.O., 1909
      - Familia Tegastidae Sars G.O., 1904
      - Familia Tetragonicipitidae Lang, 1944
      - Familia Thalestridae Sars G.O., 1905
      - Familia Thompsonulidae Lang, 1944
      - Familia Tisbidae Stebbing, 1910
      - Familia Zosimeidae Seifried, 2003

    - Ordo Misophrioida Gurney, 1933
      - Familia Misophriidae Brady, 1878
      - Familia Palpophriidae Boxshall & Jaume, 2000
      - Familia Speleophriidae Boxshall & Jaume, 2000

    - Ordo Monstrilloida Sars G.O., 1901
      - Familia Monstrillidae Dana, 1849

    - Ordo Mormonilloida Boxshall, 1979
      - Family Mormonillidae Giesbrecht, 1893

    - Ordo Siphonostomatoida Thorell, 1859
      - Familia Archidactylinidae Izawa, 1996
      - Familia Artotrogidae Brady, 1880
      - Familia Asterocheridae Giesbrecht, 1899
      - Familia Brychiopontiidae Humes, 1974
      - Familia Caligidae Burmeister, 1835
      - Familia Calverocheridae Stock, 1968
      - Familia Cancerillidae Giesbrecht, 1897
      - Familia Codobidae Boxshall & Ohtsuka, 2001
      - Familia Coralliomyzontidae Humes & Stock, 1991
      - Familia Dichelesthiidae Milne Edwards, 1840
      - Familia Dichelinidae Boxshall & Ohtsuka, 2001
      - Familia Dinopontiidae Murnane, 1967
      - Familia Dirivultidae Humes & Dojiri, 1980
      - Familia Dissonidae Kurtz, 1924
      - Familia Ecbathyriontidae Humes, 1987
      - Familia Entomolepididae Brady, 1899
      - Familia Eudactylinidae Wilson C.B., 1932
      - Familia Hatschekiidae Kabata, 1979
      - Familia Hyponeoidae Heegaard, 1962
      - Familia Kroyeriidae Kabata, 1979
      - Familia Lernaeopodidae Milne Edwards, 1840
      - Familia Lernanthropidae Kabata, 1979
      - Familia Megapontiidae Heptner, 1968
      - Familia Micropontiidae Gooding, 1957
      - Familia Nanaspididae Humes & Cressey, 1959
      - Familia Nicothoidae Dana, 1852
      - Familia Pandaridae Milne Edwards, 1840
      - Familia Pennellidae Burmeister, 1835
      - Familia Pontoeciellidae Giesbrecht, 1895
      - Familia Pseudocycnidae Wilson C.B., 1922
      - Familia Pseudohatschekiidae Tang, Izawa, Uyeno & Nagasawa, 2010
      - Familia Rataniidae Giesbrecht, 1897
      - Familia Scottomyzontidae Ivanenko, Ferrari & Smurov, 2001
      - Familia Siphonostomatoida incertae sedis
      - Familia Sphyriidae Wilson C.B., 1919
      - Familia Sponginticolidae Topsent, 1928
      - Familia Spongiocnizontidae Stock & Kleeton, 1964
      - Familia Stellicomitidae Humes & Cressey, 1958
      - Familia Tanypleuridae Kabata, 1969
      - Familia Trebiidae Wilson C.B., 1905